# 余英時
余英時（英語：Yu Ying-shih，1930年2月20日—2021年8月1日），安徽潛山人，生于天津，美國華裔历史学家，中華民國中央研究院院士、美國哲學會院士，主攻中國思想史研究，他的大部分職業生涯都在美國，於美任教期間，培養出許多史學學者。是克魯格人文與社會科學終身成就獎、首屆唐獎「漢學獎」得主。是全球最具影響力的亚裔知識分子之一。
唐獎的頒獎理由称余英时「深入探究中國歷史、思想、政治與文化，以現代知識人的身份從事中國思想傳統的詮釋工作，闡發中國文化的現代意義，論述宏闊、見解深刻，學界久已推為海內外治中國思想、文化史之泰斗。『究天人之際，通古今之變』為傳統學者治史之宗旨，余先生以其研究撰述與人生實踐，對此語做了最佳的現代詮釋。」

## 生平
余英時原籍安徽省潛山縣官莊鄉金城村，1930年生於中華民國天津市，1937年抗日战争爆发后形势危急，父亲把七岁的他送回安徽省金城村老家，他跟著二伯父余立中，在此度过八年的时光。兒時接受中國傳統私塾教育，后称家鄉安徽潛山發生新四軍的高敬亭部屠殺三百鄉民的「二一五事件」。十四歲時，余英時又親眼目睹族兄遭新四軍殺害的屍體，在心中埋下恐懼的陰影。這幾年時間，很少正式上學，小學、中學都是斷斷續續的學習。1946年，隨父親到瀋陽入讀東北中正大學補習。1947和1948兩年在北京閒居。
1949年6月插班考入北平燕京大學歷史系，曾申請加入中共的「中國新民主主義青年團」（共青團的前身），後肄業轉赴香港，1950年起入讀香港新亞書院及新亞研究所師從國學大師錢穆，1951年就在報刊發表文章，1952年畢業，是新亞書院第一屆畢業生。畢業後在香港的小學教書兩年；後來留學美國哈佛大學師從當代漢學泰斗楊聯陞教授，受西方學術訓練並取得歷史學哲學博士學位，1959年在哈佛認識張灝。1980年代，經常在台灣發表許多政論文章為黨外運動發聲，頗獲當局重視。
歷任美國密西根大學副教授、哈佛大學教授、香港新亞書院校長兼香港中文大學副校長、新亞中學校董會成員、美國耶魯大學歷史講座教授，及普林斯頓大學講座教授，並曾於1991年至1992年任美國康乃爾大學第一任胡適講座訪問教授。
余英時桃李滿天下，於美任教期間，培養出許多史學學者，包括中央研究院歷史語言研究所的黃進興、陳弱水、康樂、王汎森、林富士，以及四川大學的羅志田等人。
2021年8月5日，中華民國中央研究院发布讣告称余英时于8月1日早晨在普林斯顿大学寓所去世，享耆寿91岁，更以「深入研究中國思想、政治與文化史，貫通古今，在當今學界十分罕見。學術研究之外，他亦為具社會關懷、維護自由民主價值之公眾知識份子」，概括其對學術和社會的奉獻。随后香港中文大学亦发表通稿表示悼念。

## 著作和出版
余英時著作良多，著有中、英著作59本，論文400餘篇。余英時最著名的著作《歷史與思想》自1976年出版以来（台北：聯經出版）已經34刷，是史學著作中罕見的暢銷書。
儘管其思想與中華人民共和國政府觀點相牴觸，但他的著作2004年後曾在中國大陸大量出版。2014年，《蘋果日報》報導称国家新闻出版广电总局下达通知，要求将余英时的著作全部下架，並稱有关部门把出余英时作品的多家出版社领导召到北京“训话”。10月15日，《环球时报》报道称多家书店店员表示书店并没有接到下架的通知。
- 《近代文明的新趨勢》，香港：自由出版社，1953。
- 《民主制度的發展》，香港：亞洲出版社，1954。

（以上二書合刊為《西方民主制度與近代文明》，台中：漢新出版社，1984。）
- 《民主革命論》，香港：自由出版社，1954；台北：九思出版社重印本，1979。
- 《到思維之路》，香港：高原出版社，1954；台中：漢新出版社重印本，1984。
- 《論戴震與章學誠：清代中期學術思想史研究》，香港：龍門書店，1976。
- 《歷史與思想》，台北：聯經出版，1976。ISBN 9789570843798
- 《紅樓夢的兩個世界》，台北：聯經出版事業公司，1978。
- 《中國知識階層史論：古代篇》，台北：聯經出版事業公司，1980。
- 《史學與傳統》，台北：時報文化出版公司，1982。
- 《中國近代思想史上的胡適》，台北：聯經出版事業公司，1984。
- 《方以智晩節考》，台灣：允晨文化，1986。
- 《中國近世宗教倫理與商人精神》，台北：聯經出版事業公司，1987。
- 《中國思想傳統的現代詮釋》，台北：聯經出版事業公司，1987。
- 《士與中國文化》，上海：上海人民出版社，1987。
- 《猶記風吹水上鱗——錢穆與現代中國學術》，台北：三民書局，1991。[28]
- 《中國歷史轉型時期的知識分子》，台北：聯經出版事業公司，1992。ISBN 9789570808391
- 《民主與兩岸動向》，台北：三民書局，1993。
- 《歷史人物與文化危機》，台北：東大圖書公司，1995。
- 《現代儒學論》，美國紐澤西：八方文化企業公司，1996；上海：上海人民出版社1998年本，有增訂。
- 《中國知識分子論》（康正果編），河南人民出版社，1997。
- 《陳寅恪晚年詩文釋證》，台北：東大圖書公司，1998。
- 《五四新論》台北：聯經出版事業公司，1999。ISBN 9789570819557
- 《論士衡史》（傅杰編），上海：文藝出版社，1999。
- 《朱熹的歷史世界——宋代士大夫政治文化的研究》，台北：允晨文化，2003，共上下兩冊。
- 《重尋胡適歷程》台北：聯經出版事業公司，2004。ISBN：9789570827088。
- 《宋明理學與政治文化》，台北：允晨文化，2004。
- 《未盡的才情：從顧頡剛日記看顧頡剛的內心世界》，台北：聯經出版事業公司，2007。
- 《知識人與中國文化的價值》，台北：時報文化出版公司，2007。
- 《會友集—余英時序文集》，香港：明報出版社，2008。
- 《十字路口的中國史學》，台北：聯經出版事業公司，2008。
- 《東漢生死觀》，台北：聯經出版事業公司，2008。
- 《漢代貿易與擴張：漢胡經濟關係的研究》，台北：聯經出版事業公司，2008。
- 《人文與理性的中國》，台北：聯經出版事業公司，2008；上海，上海古籍出版社，2007。
- 《中國文化史通釋》，香港：牛津大學出版社，2010。
- 《人文與民主》，台北：時報文化出版公司，2010。
- 《情懷中國—余英時自選集》，香港：天地圖書，2010。
- 《論天人之際：中國古代思想起源試探》，台北：聯經出版事業公司，2014。
- 《中國與民主》，香港：天窗出版公司，2015。
- 《余英時回憶錄》，台灣：允晨文化，2018.11。ISBN 9789869677738

### 余英時文集
由廣西師範大學出版社出版，共十冊
- 第一卷：《史學、史家與時代》
- 第二卷：《中國思想傳統及其現代變遷》
- 第三卷：《儒家倫理與商人精神》
- 第四卷：《中國知識人之史的考察》
- 第五卷：《現代學人與學術》
- 第六卷：《民主制度與近代文明》
- 第七卷：《文化評論與中國情懷（上）》
- 第八卷：《文化評論與中國情懷（下）》
- 第九卷：《歷史人物考辨》
- 第十卷：《宋明理學與政治文化》

2014年再版，增加了兩卷：
- 第十一卷：《論學會友》
- 第十二卷：《國學與中國人文》

### 余英時作品系列
由三聯書店出版，共六冊
- 《朱熹的歷史世界 : 宋代士大夫政治文化的研究》（上、下），2004。
- 《方以智晚節考》，2004。
- 《文史傳統與文化重建》，2004。
- 《現代儒學的回顧與展望》，2004。
- 《現代危機與思想人物》，2005。
- 《論戴震與章學誠：清代中期學術思想史研究》，2005。

### 學術論文
- <中國知識份子的邊緣化 （页面存档备份，存于）>，刊於《二十一世紀》，香港中文大學，第六期，一九九一年八月。

## 榮譽

### 中华民国勋章奖章
- 二等景星勋章（2000年5月2日批准[29]，2000年5月3日于台北总统府颁授[30]）

### 奖项
- 行政院文化獎（1991年）
- 克魯格人文與社會科學終身成就獎（2006年）：2006年11月16日，美國國會圖書館館長詹姆士·畢靈頓博士宣佈余英時與美國非洲裔歷史學家約翰·霍普·弗蘭克林，共同獲得有「人文諾貝爾獎」美譽的美國國會圖書館克魯格人文與社會科學終身成就獎(Kluge Prize)，奠定其崇高國際學術地位[8]。
- 唐獎漢學獎（2014年第一届）：表彰他超過半個世紀以來研究和關注中國歷史、思想、文化，以及推動儒家思想上的貢獻。頌辭指他「深入探究中國歷史、思想、政治與文化，以現代知識人的身分從事中國思想傳統的詮釋工作，闡發中國文化的現代意義，論述宏闊、見解深刻，學界久已推為海內外治中國思想、文化史之泰斗。『究天人之際，通古今之變』為傳統學者治史之宗旨，余先生以其研究撰述與人生實踐，對此語做了最佳的現代詮釋。」余英時獲悉得獎時表示「受之有愧」、「很意外， 也不敢當」。[31]

### 纪念
- 新亞書院設置余英時先生歷史講座：為表揚余氏一直為史學作出之貢獻，余氏母校新亞書院聯同中文大學另一成員書院崇基學院一起成立《余英時先生歷史講座》，以推動中外歷史文化，介紹學術新知。第一屆講座已於2007年舉行，講者為許倬雲教授。國立交通大學暨國立清華大學名譽博士。
- 2019年余英時小行星：2019年楊光宇以余英時（Yuyingshih）命名28966號小行星[32]，表揚他在美國華裔歷史和漢學作出的巨大貢獻。

### 荣誉教职
- 2019年第一任羅家倫國際漢學講座名譽講座教授：為紀念前教育長羅家倫先生，並期許國立政治大學能成為國際漢學重鎮，政治大學校長郭明政2019年5月在國立政治大學校慶大會上宣布政治大學將成立「羅家倫國際漢學講座」。2019年6月28日政大第204次校務會議通過「羅家倫國際漢學講座」設置辦法，並在7月5日舉行「羅家倫國際漢學講座」委員會第一次會議；會中通過推薦第一任名譽講座教授為中研院院士余英時、講座教授為中研院院士王德威。[33]

### 褒揚令
2021年8月20日，獲總統蔡英文追頒「褒揚令」，褒揚令全文為：

中央研究院院士、史學泰斗余英時，曠度抱素，瑋器徇齊。少歲烽煙四起，輾轉播遷，卒業香港新亞書院；嗣負笈重洋，獲美國哈佛大學歷史學博士學位，疇咨窮索，燦然有成。長期客居海外，執教普林斯頓大學，精專華夏思想、政治與文化史，悉力原創性暨系統性論述，以史學大家之見，敏銳透射現實；以近代學術之法，詮釋傳統中國，剖玄析微，志盡理暢；涵今茹古，茂育群生。復秉意追尋自由價值，匡持人權民主運動；獎掖提攜後進傑秀，踐履人文社會關懷，嶔崎歷落，慷慨任達。公餘援筆翰墨，著作等身，兼及論文數百篇，尤以《歷史與思想》、《士與中國文化》、《中國知識分子論》等箸撰，敷章道心，望尊絕詣，允為當世深具影響力之華裔知識分子。曾獲頒行政院文化獎、美國哲學會院士暨國會圖書館「克魯格」人文與社會科學終身成就獎、唐獎漢學獎等殊榮，徽聲廣譽，沁溢金石。綜其生平，挹注中西學界潛究活水，導引人類文明發展浪潮，儒林哲匹，國士無雙；流風遐緒，卷帙垂名。遽聞修齡殂殞，軫悼彌殷，應予明令褒揚，用示政府崇禮英彥之至意。

總　　　統　蔡英文　　　　

行政院院長　蘇貞昌　　　　

## 觀點
余英時曾經比喻自己對政治只有「遙遠的興趣」，會持續觀察政治、評論政治，但不會參政，不過他對中國共產黨的批評十分強烈，時常聲援兩岸民主運動及中國人權，包括香港、台灣的街头运动，並認為中國共產黨「將很快垮台」。
余英時以現代學術方法詮釋中國傳統思想，包括古代中國反智論、得君行道、觉民行道、內向超越與外在超越、軸心突破、天人合一等理論，影響半世紀的全球漢學研究。

### 以天人合一看傳統中國的軸心突破
將中國軸心世紀的突破和西方作對比，余英時認為中國在突破後的超越精神世界是內向的，可以簡稱為「內向超越」，與西方突破後的「外在超越」是兩條不同的文化道路。中國的超越世界——「道」——是「天人合一」的產品，即由人將作為價值源頭的「天」收入「心」中，所以在「內」而不在「外」。

### 反共
他認為民主思想從儒家「以人為本」思想發展而出，清末的儒家要求人人有尊嚴，但在共產黨統治的國家完全被抹滅，從1920年代開始就極力破壞，僅以暴力統治國家，人活著失去尊嚴；領導人更迭至今，只是越加腐敗，變成「最壞的資本主義——國家的資本主義、黨的資本主義」，看不見改變的希望，共產黨政府一定「很快會垮台！」。
六四天安门事件發生後，當時出任美國普林斯頓大學講座教授的他也在美國學術界發起聲援活動。他在《紐約時報》刊登全版廣告，大力支持中國大陸的民主運動。對於六四天安门事件後被迫流亡海外的一批知識分子和學運領袖，包括劉賓雁、蘇曉康、孔捷生、陳奎德、阮銘、遠志明、張郎郎、張伯笠和白夢等人來說，「普林斯頓中國學社」是他們人生旅途中最難忘的驛站和庇護所，而余英時夫婦的催生功不可沒。余英時在專訪中透露，在六四天安门事件中，余英時表妹的兒子在長安街附近的二十八中學旁邊遇難，年僅19歲。余英時2014年表示，希望中国共产党平反六四是一种不可能实现的期待。了解中共的基本性质是揭开六四屠杀真相的一把钥匙。对于中共而言，政权就是它的宇宙，习近平时代也丝毫没有改变这一点。中共用暴力来镇压一切，用钱来收买一切。
2002年，余英時接受訪問時表示：中國大陸從1949年到現在沒有歷史，有的「歷史」都是假歷史，是為了政治宣傳而造出來的偽歷史。要揭穿偽歷史，只有將來學術完全自由以後，資料開放，根據原始資料說話才可以。
2012年，余英時把親筆信函〈覆黃國昌先生函〉傳真給澄社社長黃國昌，公開支持台北青年學生「拒黑手，反壟斷，要新聞自由」反旺中的拒絕中時運動，批評中共透過蔡衍明收購臺灣媒體控制台灣輿論，呼籲台灣民眾以香港為鑑，要盡一切力量維護中華民國的獨立主權。
2013年，余英時接受專訪時表示：不認為中國真正崛起了，中共政權也不可能長期維持，政治制度一定要有變革。不看好習近平的「中國夢」，自己的「夢」就是大家平平安安，要做什麼就做什麼，想說什麼就說什麼。認為中華民國政府跟中共打交道要有原則，不要怕中共，要保持民主自由這套價值觀。台灣數十年來最大的變化便是走上民主自由的架構，能每人投一票來選舉誰當總統，很了不得，這些對人權的關注，都是大陸沒有的。「台灣有很大的心理問題，包括國民黨在內，就是畏共怕共，怕得不得了...，另外一種就是怕台獨，於是就想用對岸來控制台獨。」「這種想法是很自私的想法，說老實話，如果繼續這樣顧忌下去，那最後只有向共產黨投降。如果這樣子，那當初何必跑到台灣來，在南京簽字投降不就完了嗎？」
2013年，中國流亡維權人士陳光誠訪台，總統馬英九、龍應台未會面，余英時接受聯合報系專訪時批評「畏共、沒出息到極點、很丟臉」。
2014年，“拿一些西方的架构问问题，问完问题得结论，在我讲都没有说服力。像阶级斗争那一套，我觉得跟我看到的情形完全不一样，地主迫害农民之类的事情在官庄简直没有听人说过。”
余英时在其《史学与传统》一书于2021年1月重刊时所写的内容简介：“本書重刊，距當時撰寫已在四、五十年之後了。在這半個世紀中，中國經歷了許多重大的變化。舉其最顯著者而言，台灣已成功地建立起現代的民主秩序，大陸則從內到外都面臨著深刻的新危機。”

### 談「佔領中環」与香港核心價值
2013年7月1日，余英時談香港佔領中環運動，表示中共對付香港普選的另一策略是將它轉化為變相的一黨專政，正是在這種極端不公平的情況下，香港才出現了「公民抗命」、「佔領中環」的大運動，而這確實打中了香港官方和親共人士的政治軟肋。公民抗命不但不是破壞政治、社會、經濟秩序的激烈行為，而且是以一種最和平、最理性、也最文明的方式促使秩序更合理化的運動。爭取特首普選，關繫着香港所有公民的未來與人權、自由、生命尊嚴等等核心價值，都必須在過了公平普選這一關之後才能有着落。在缺乏任何其他有效途徑的情況之下，公民抗命、佔領中環無疑是爭取普選的最重要的手段。

### 評論太阳花学运
2014年，台港媒體轉載余英時對太陽花學運反「服務貿易協議」看法，指「大陸以經濟促進統一的障眼法已被識破。台灣公民，特別是青年一代，對於中共極權政府極端不信任。這次公民抗議是一場保衛並提高台灣民主體制的運動。」他認為中共一直在千方百計地企圖摧毀台灣的民主，台灣的人民和政府都必須把警惕提到最高的程度。民主是台灣安全的最大保證。「如果國民黨走太遠，恐怕要換一個政黨。」2014年6月20日，他提醒國民黨政府珍惜台灣民主成績，檢討對中國大陸的政策，「不能給共產黨什麼都好商量的印象，最後恐造成把台灣送給共產黨。」他並非認為一定要政黨輪替，但任何人執政，都不能給共產黨彼此可以統一的印象。「政策決定的機構該有明顯態度，生意是生意，主權不能放棄。台灣沒有大陸經濟交換，仍可活得好」。
2014年10月10日，多个媒体报道余英時作品在中國各地遭官方全面封殺下架。不过，10月15日，《环球时报》报道称多家书店店员表示书店并没有接到下架的通知。

### 評論反修例運動
2019年11月，香港眾志創黨主席羅冠聰曾赴美拜會余英時。余英時認為反對逃犯條例修訂運動令他首次看見美國政界對中國出現大幅度的態度轉向，並指出「香港的抗爭讓人看清中國極權的不公義」，並讚揚年輕人如「英雄」的付出。他認為與共產黨正面對抗較難獲勝，但他能夠明白這些年輕人的想法。

### 「我到哪裡，哪裡就是中國」論
|  | 為什麼非要到某一塊土地才叫中國？我到哪裡，哪裡就是中國。 |

此語類似诺贝尔文学奖得主托马斯·曼所說的「我在哪裏，德國就在哪裏。」
2014年，獲頒唐獎之前，接受天下文化專訪，余英時說：「我同意胡適說的，台灣是中國唯一自由的地方，在我認識的中國。當然現在有台獨運動我也知道，那不相干。我想台灣永遠是中國文化的一部分。現在包括香港自由慢慢受到約束，一國兩制都可以變成一國一制了。台灣到現在為止，也有危險，但還沒直接輪到你們，也許是下一個。」

### 評論「中國夢」
余英時於2013年8月17日，在其普林斯頓寓所接受世界日報訪問時，表示：
|  | 我沒有「中國夢」，有的只是人類的夢，我的「夢」就是大家平平安安，要做什麼就做什麼，想說什麼就說什麼。這樣的社會才是我的夢。我沒有要中國非常強大，凌駕於世界，這是中國人的虛榮心作祟。這種民族主義不是好東西，中共現在唯一能利用、有號召力的就是這點。民族主義應該只有被侵略時才應該有，那是為了讓大家團結起來抵抗外侮。 |

## 注解
1. ↑  在其任內負責籌備中大改制，並為此撰寫《余英時報告書》；但最終1977年改制乃依《第二次富爾敦報告書》建議，大削書院權力；而在此事上，余氏亦被部分新亞師生批評為「欺師滅祖」[18][19]。

## 外部連結
- 余英時院士, 中央研究院
- Ying-shih Yu （页面存档备份，存于）, Princeton University
- 香港電台：傑出華人系列 - 余英時 （页面存档备份，存于）
- 余英時電視專訪（上）：我對政治只有遙遠的興趣 | 觀點 （页面存档备份，存于）
- 余英時電視專訪（下）：我在哪裏，哪裏就是中國 | 觀點 （页面存档备份，存于）